# Hoghilag
Hoghilag (en hongrois : Holdvilág, en allemand : Halvelagen) est une commune du județ de Sibiu en Roumanie.